# Korycin
Korycin è un comune rurale polacco del distretto di Sokółka, nel voivodato della Podlachia.
Ricopre una superficie di 117,32 km² e nel 2004 contava 3 561 abitanti.